# .us
us. هو امتداد خاص بالعناوين الإلكترونية (نطاق) domain للمواقع التي تنتمي إلى الولايات المتحدة الأمريكية.
ولكل ولاية أمريكية امتداد، مثلا ولاية ألاسكا يكون امتدادها هو.ak.us